# Plagiodontia aedium bondi
Plagiodontia aedium bondi là một loài gặm nhấm còn được biết đến với tên Chuột James Bond sống ở đảo Hispaniola thuộc vùng biển Caribe. Loài gặm nhấm này được phát hiện và biết đến vào cuối năm 2014.

## Sơ lược
Plagiodontia aedium bondi thuộc một nhóm gặm nhấm gọi là Hutia. Nhóm này có khoảng 30 loài, nhưng phần lớn đã tuyệt chủng vì các hoạt động của con người. Do chúng thường chỉ sống trong hang động hay các hốc nhỏ nên mãi đến cuối năm 2014, loài này mới được phát hiện.

## Mô tả
Một con chuột James Bond thường có một kích thước gần bằng một con mèo hoặc được nhiều người mô tả kích thước của nó rất giống một con chuột Guina bị thừa cân. Nó thường sống trong các hang động và các hốc nhỏ.